# Black Rose Anarchist Federation
Black Rose Anarchist Federation oder Federación Anarquista Rosa Negra (BRRN) (dt. Anarchistische Föderation Schwarze Rose) (ehemals NEFAC, engl. North Eastern Federation of Anarchist Communists, frz.: Fédération des Communistes Libertaires du Nord-Est, danach engl. Common Struggle – Libertarian Communist Federation bzw. span. Lucha Común – Federación Comunista Libertaria) ist eine Anarchistische Föderation in Nordamerika. BRRN ist sozial-anarchistisch, anarcho-kommunistisch und plattformistisch ausgerichtet und ist die mitgliederstärkste anarchistische Organisation Nordamerikas.

## Geschichte
Die Vorgängerorganisation NEFAC wurde im Jahre 2000 gegründet, gerade auch als Gegenpol zu den starken anti-organisatorischen Positionen vieler Gruppen des neueren amerikanischen Anarchismus. Es schlossen sich ihr unter anderem Mitglieder der zuvor zerfallenen Gruppe Love and Rage an. 2011 benannte sich NEFAC in Common Struggle bzw. spanisch Lucha Común um. 2015 vereinigte sich Common Struggle mit anderen anarchistischen Gruppen zu Black Rose Anarchist Federation/Federación Anarquista Rosa Negra.

## Aktivitäten
BRRN engagiert sich stark in Arbeitskämpfen, so unterstützt sie immer wieder Streiks. Die Vorgängerorganisation NEFAC war Gründungsmitglied der ehemaligen International Libertarian Solidarity (ILS). BRRN ist Mitglied des Katastrophenhilfe- und -präventionsnetzwerks Mutual Aid Disaster Relief (MADR).

## Publikationen
Seit Frühling 2001 erscheint zweimal jährlich das englischsprachige Magazin Northeastern Anarchist. Seit 2009 erscheint das zweisprachige (englisch/spanisch) Freedom/Libertad.